# اواوکو (مانگا)
اواوکو (انگلیسی: Ōoku: The Inner Chambers) یک سری مانگا ی ژاپنی است که توسط یوشیناگا فومی نوشته شده‌است. داستان مانگا در قرون وسطی در ژاپن است که در آن یک بیماری ناشناخته بیشتر جمعیت مردان می‌کشد و منجر به جامعه مادرسالار می‌شود که در آن اواوکو (حرمسرا) تبدیل می‌شود به اجتماعی از مردان که در خدمت شوگون که اکنون یک زن است درآمده‌اند.